# Void
Void (a veces escrito VOID) fue una banda estadounidense de hardcore punk formada en Columbia, Maryland, en 1980. El grupo fue pionero en la escena DC Hardcore de Washington D. C., combinando con éxito elementos de punk con heavy metal. Esta fusión fue gracias al trabajo del guitarrista Bubba Dupree y la voz "desquiciada" de John Weiffenbach, que resonó en las caóticas actuaciones en vivo de la banda. Como muchos de sus contemporáneos, tuvieron una corta duración, limitada a un split LP con The Faith.

## Historia
Void se formó en 1979, por Bubba Dupree (guitarra), John Weiffenbach (voz), Chris Stover (bajo) y Sean Finnegan (batería), quienes cursaban la secundaria. Su nombre hace referencia a la canción "Into the Void" de Black Sabbath. El grupo pronto comenzó a asociarse con los escenógrafos Ian MacKaye, Henry Rollins y Bert Queiroz, quienes introdujeron a Void a la naciente escena underground de Washington D. C.; a pesar de que la banda no era nativa de la ciudad, ya que estaban más cercanos a Baltimore. Dupree, mientras reflexionaba sobre la aceptación de la banda, consideró a Void campesinos marginados que inicialmente no reflexionaron sobre el estilo hardcore asociado a los grupos contemporáneos.
Void se presentó por primera vez en DC en un festival hardcore del Wilson Center organizado por Bad Brains, junto a quince agrupaciones más. En 1981, Void entró en el estudio por primera vez, grabando el demo Condensed Carne con el productor Don Zientara en Inner Ear Studios; esta sesión apareció de manera póstuma en 1992. Poco después, Ian MacKaye firmó a la banda con Dischord Records, y el grupo hizo su debut en enero de 1982 en la compilación Flex Your Head, presentando tres canciones: "Dehumanized", "Authority" y "My Rules".
A mediados de 1982, Void comenzó a hacer giras por el noreste, especialmente en el club de música CBGB, e introdujo características del heavy metal en su música, influyendo en la fusión de punk y metal. Inicialmente, esta mezcla surgió orgánicamente, y fue explorada más a fondo en Faith / Void Split de septiembre de 1982. Este es aclamado e inflyente como uno de los primeros ejemplos de crossover hardcore-metal. El crítico musical Doug Mosurock describió el lado del álbum de Void como el hardcore estadounidense por excelencia, y también señaló: Muy pocas bandas podrían igualar la agresión, intensidad y vibraciones amateurs/raras en las pistas de Void. Dischord Records reeditó el split en 1985 y lo remasterizó digitalmente en 2008. El split fue elogiado e influyente para actos posteriores como Fugazi, Nirvana, y Sonic Youth.
Finnegan insistió en que la banda necesitaba instalaciones multipistas, por lo que Void firmó con Touch and Go Records a mediados de 1983, pero no renunció a Dischord. El grupo grabó material para un álbum, pero los miembros estaban en diferentes direcciones musicales, como glam rock, hip hop y hard rock.
Aunque sus shows en vivo se estaban volviendo más maníacas, Void se separó a inicios de 1984, tras la graduación de sus integrantes de la secundaria. Corey Rusk –dueño de Touch and Go– no estaba interesado en lanzar el álbum de un grupo disuelto, ya que estaría más beneficiado con Butthole Surfers. A su vez, el cuarteto no quiso estrenarlo, pero fue pirateado por sus fanes y titulado Potion for Bad Dreams. Bandas como White Zombie y Melvins han afirmado que este moldeó sus propios estilos musicales.
Dupree fue el único miembro de Void que continuó su carrera musical después de la banda, como invitado de Soundgarden, Moby y Dave Grohl en los años 90s y 2000s. En 2011, Dischord Records lanzó el álbum recopilatorio Sessions 1981-83, que presentaba tomas de estudio, pistas inéditas y grabaciones en vivo entre 1981 y 1983.

## Miembros
- John Weiffenbach – voces (1979–1984)
- Jon "Bubba" Dupree – guitarras (1979–1984)
- Chris Stover – bajo (1979–1984)
- Sean Finnegan – batería (1979–1984; fallecido en 2008)[24]

## Discografía
Álbumes de estudio
- Faith/Void Split LP (1982, Dischord)
- Potion for Bad Dreams – Grabado en 1983 y nunca lanzado, secuencialmente hecho bootlegs en casete.

Demos
- Condensed Flesh 7" EP (1992, Eye 95) – Grabado en 1981.

Compilaciones
- Faith • Void • Faith CD (1993, Dischord)
- Sessions 1981-83 CD/LP (2011, Dischord)

Bootlegs
- Soundboard 9:30 Club 02 13 83 7" (2000)
- Hit And Run + Condensed Flesh Demos 12" (2010, Weekend Punk)

Apariciones en compilaciones
- "Dehumanized", "Authority" y "My Rules" – Flex Your Head LP/CD (1982, Dischord)
- "Get Out of My Way" – Bouncing Babies LP (1984, Fountain of Youth)
- "Get Out of My Way" – Lost & Found 7" (1990, Lost & Found)
- "Who Are You" – Punk Anderson's Favourites bootleg 2xCD (1994, Starving Missile)
- "Dehumanized", "Black, Jewish and Poor" y "Authority" (take 1 and 2)" – 20 Years of Dischord 3xCD (2002, Dischord)
- "Who Are You/Time to Die" – American Hardcore Soundtrack (2006, Rhino Entertainment)